# Фармінгтон (Мічиган)
Фармінгтон (англ. Farmington) — місто (англ. city) в США, в окрузі Окленд штату Мічиган. Населення — 11 597 осіб (2020).

## Географія
Фармінгтон розташований за координатами 42°27′41″ пн. ш. 83°22′42″ зх. д. / 42.46139° пн. ш. 83.37833° зх. д. (42.461383, -83.378372).  За даними Бюро перепису населення США в 2010 році місто мало площу 6,89 км², уся площа — суходіл.

## Демографія
Згідно з переписом 2010 року, у місті мешкали 10 372 особи в 4624 домогосподарствах у складі 2735 родин. Густота населення становила 1506 осіб/км².  Було 4959 помешкань (720/км²).
Расовий склад населення:
| - 71,5 % — білих - 13,9 % — азіатів - 11,4 % — чорних або афроамериканців - 0,4 % — корінних американців - 0,1 % — вихідців з тихоокеанських островів |

До двох чи більше рас належало 2,3 %. Частка іспаномовних становила 2,1 % від усіх жителів.
За віковим діапазоном населення розподілялося таким чином: 22,0 % — особи молодші 18 років, 62,5 % — особи у віці 18—64 років, 15,5 % — особи у віці 65 років та старші. Медіана віку мешканця становила 39,5 року. На 100 осіб жіночої статі у місті припадало 89,4 чоловіків;  на 100 жінок у віці від 18 років та старших — 87,1 чоловіків також старших 18 років.
Середній дохід на одне домашнє господарство  становив 80 680 доларів США (медіана — 62 261), а середній дохід на одну сім'ю — 101 521 долар (медіана — 82 051). Медіана доходів становила 73 266 доларів для чоловіків та 51 516 доларів для жінок. За межею бідності перебувало 6,4 % осіб, у тому числі 4,5 % дітей у віці до 18 років та 8,5 % осіб у віці 65 років та старших.
Цивільне працевлаштоване населення становило 5370 осіб. Основні галузі зайнятості: освіта, охорона здоров'я та соціальна допомога — 26,0 %, науковці, спеціалісти, менеджери — 18,1 %, виробництво — 16,9 %.